# Dose efficace (radioprotection)
Pour les articles homonymes, voir Dose efficace.

Relation entre dose absorbée, dose équivalente et dose efficace (CIPR)

En radioprotection, la dose efficace est une grandeur mesurant le degré d'exposition du corps humain à des rayonnements ionisants, notamment des sources de radioactivité. Elle se définit comme la somme des doses absorbées (énergie reçue par unité de masse) corrigées de facteurs liés à la dangerosité des rayonnements considérés et à la radiosensibilité des tissus irradiés.
L'unité de dose efficace est le sievert (Sv), en l'honneur du physicien Rolf Sievert, et équivaut à un joule par kilogramme (J/kg). Le sievert a supplanté le rem (1 Sv = 100 rem).

## Utilisation
La dose efficace est une grandeur utilisée en radioprotection pour prédire les risques stochastiques, c'est-à-dire les risques de développer à moyen ou long terme un cancer lié à une faible irradiation ou à une irradiation chronique.
Cette notion n'est pas appropriée et ne doit surtout pas être utilisée pour quantifier les effets déterministes dans le cas d'une irradiation aiguë.

## Dose efficace

### Définition
La dose efficace est la somme des doses équivalentes auquel le corps humain a été soumis, tenant compte à la fois de l'exposition interne et de l'exposition externe : elle évalue la dose totale reçue par un corps humain.

### Calcul général
À partir des doses absorbées DR,T délivrée par différents rayonnements R sur différents tissus T la dose efficace est calculée selon :
{\displaystyle E=\sum _{\mathrm {T} }\sum _{\mathrm {R} }w_{\mathrm {T} }w_{\mathrm {R} }D_{\mathrm {R,T} }\,}.
où les wT sont les facteurs de pondération des tissus et les wR les facteurs de pondération des rayonnements.
On peut aussi écrire E en fonction des doses équivalentes HT délivrés sur les tissus T :
{\displaystyle E=\sum _{\mathrm {T} }w_{\mathrm {T} }H_{\mathrm {T} }\,}.
Dans la pratique, la dose efficace est la somme de la dose externe mesurée directement par un dosimètre et de la dose interne estimée par le médecin à partir de l'activité incorporée dans l'organisme.

### Facteur de pondération des tissus
| tissu                      | wT   |  | wT   |
| -------------------------- | ---- |  | ---- |
| gonades                    | 0,20 |  | 0,08 |
| moelle osseuse             | 0,12 |  | 0,12 |
| côlon                      | 0,12 |  | 0,12 |
| poumon                     | 0,12 |  | 0,12 |
| estomac                    | 0,12 |  | 0,12 |
| vessie                     | 0,05 |  | 0,04 |
| sein                       | 0,05 |  | 0,12 |
| foie                       | 0,05 |  | 0,04 |
| œsophage                   | 0,05 |  | 0,04 |
| thyroïde                   | 0,05 |  | 0,04 |
| peau                       | 0,01 |  | 0,01 |
| surface des os             | 0,01 |  | 0,01 |
| glande salivaire           |      |  | 0,01 |
| cerveau                    |      |  | 0,01 |
| ensemble des autres tissus | 0,05 |  | 0,12 |

## Dose interne
La dose interne est déterminée à partir de la mesure de l’activité de l’organisme ou des excrétas.
La première étape consiste à déterminer l’activité incorporée grâce à des modèles biocinétiques. Cette activité incorporée associée à des tables de la CIPR permet d’évaluer la dose engagée.

### Modèles d'entrée
Avant de déterminer le devenir de chaque radio isotope dans l’organisme, il faut savoir si la substance inhalée ou ingérée sera transférée dans le système sanguin.
Pour étudier cela, la CIPR a développé deux modèles d’entrée :
- le modèle respiratoire : il est constitué de cinq régions, deux secteurs extra thoraciques (ET1 et ET2) et trois secteurs thoraciques (BB, bb et AI)[4]. Le risque d’incorporation par inhalation est le plus important chez les travailleurs, ce modèle est donc le plus utilisé. Il est étroitement lié à la granulométrie des particules ainsi qu'à la forme chimique du radio-isotope et la solubilité de la substance. Trois types de particules ont donc été définies[5] :

| Types | Période biologique                   | Absorption de la matière déposée | Absorption de la matière déposée | Absorption de la matière déposée | Exemples                       |
| Types | Période biologique                   | ET2                              | BB et bb                         | AI                               | Exemples                       |
| F     | 100 % en 10 min                      | 50 % absorbée 50 % ingérée       | 100 %                            | 100 %                            | Tous les composés de Cs, I     |
| M     | 10 % en 10 min 90 % en 140 jours     | 5 %                              | 10 %                             | 70 %                             | Tous les composés de Ra, Am    |
| S     | 0,1 % en 10 min 99,9 % en 7000 jours | ~                                | ~                                | 10 %                             | Composés insolubles de U et Pu |

- le modèle alimentaire[6] : Il a été récemment corrigé par la CIPR. les particules ingérées sont absorbées selon un facteur d’absorption gastro-intestinal. Ce facteur, comme dans le cas de particules inhalées, dépend de la forme physico-chimique des radionucléides ingérés ;

- un modèle de transfert pour les blessures existe également.

### Activité incorporée, fonction de rétention
L’estimation de l’activité incorporée(AI) est basée pour chaque individu sur la période physique et la période biologique de chaque isotope.
Elle peut être déterminée par le médecin du travail à partir :
- soit de l’activité présente dans l’organisme grâce à une mesure directe, dite in vivo, de la radioactivité de l'individu : les rayons émis à travers le corps sont directement mesurés par anthroporadiamétrie ;
- soit de l’échantillon biologique grâce à une mesure indirecte d’échantillons biologiques éliminés par l’organisme (urines).

Si M est l'activité mesurée de l'organisme, m(t) est la valeur de la fonction de rétention R(t) pour un temps t
Si M est l'activité mesurée de l'échantillon biologique, m(t) est la valeur de la fonction d’excrétion E(t) pour un temps t (depuis l’incorporation).
Les fonctions de rétention dépendent de certains éléments tels que :
- le type d’exposition : aiguë ou chronique ;
- le ou les modes d’incorporation(s) ;
- les radio-isotopes contaminants ainsi que leurs formes physico chimiques ;
- la physiologie du sujet (âge, morphologie, rétention des radio-isotopes dans les organes…) ;
- le mode de vie (carence en iode) ;
- les traitements d’urgence (ex. : prise d’iode) et les médicaments.

Ces différentes variables, étudiées dans les modèles systémiques, sont généralement mal identifiées, surtout celles qui dépendent de la physiologie du sujet. La CIPR recommande néanmoins l’utilisation de valeurs de référence moyennes, décrites dans ses publications.
De plus, la date de l’exposition est nécessaire pour remonter à l’activité incorporée et à la dose. C'est une donnée souvent difficile à déterminer avec précision.

### Dose efficace engagée
La composante interne de la dose efficace peut être déterminée à partir de l’activité incorporée (AI, en Bq ou Bq/jour), en utilisant la DPUI (dose efficace engagée par unité d’incorporation, en Sv.Bq-1). Ce coefficient prend en compte les deux facteurs de pondération (Wr et wt) ainsi que les fonctions de rétention.
Ainsi, pour une exposition aiguë la dose efficace engagée sur 50 ans est : {\displaystyle E_{50}={\text{AI}}\times {\text{DPUI}}}
Et pour une exposition chronique, pendant I jours : {\displaystyle E_{50}={\text{AI}}\times I\times {\text{DPUI}}}
Les valeurs de référence des DPUI par ingestion et inhalation sont définies par la CIPR et proposées dans l’arrêté français du 1er septembre 2003.